# Huiracocha Inca

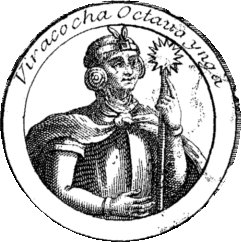
Huiracocha Inca, der Achte

Huiracocha Inca (auch Viracocha Inca), in peruanischer Quechua-Schreibung Wiraqucha Inka, ursprünglich Hatun Túpac bzw. Hatun Tupaq, war der achte Inka des Königreichs von Qusqu (Cuzco) (etwa um das Jahr 1410).
Hatun Tupaq war mit seinen Kriegszügen ins Urubamba-Tal und an den Titicaca-See, bei denen er die Gebiete von Kalka (Calca), K'ana (Cana) und Qanchi (Canchi) eroberte, der eigentliche Begründer des Großreiches der Inka (Tawantinsuyu). Er dehnte seinen Machtbereich bis nach P'isaq (Pisac) im Urubamba-Tal aus. Da er seine militärischen Siege der Hilfe des andinen Schöpfergottes Wiraqucha zuschrieb, nahm er den Namen Wiraqucha Inka an.
Sein Kriegsglück gegen die verfeindeten Chanka hielt sich jedoch in Grenzen. Als diese 1438 unter ihrem Führer Anku Walluq mit angeblich 40.000 Mann die Hauptstadt Qusqu (Cusco) belagerten, zog sich Wiraqucha Inka mit seinem als Thronfolger vorgesehenen Sohn Urco (Urqu) und anderen Getreuen in die Festung Calca zurück. Sein anderer Sohn Cusi Yupanqui (Kusi Yupanki) nutzte die Chance, indem er die Chanka vernichtend schlug und daraufhin die Macht an sich riss. Der neue Herrscher trug nunmehr den Namen "Weltenveränderer", Pachacútec Yupanqui (Pachakutiq Yupanki).
| Vorgänger                 | Amt                    | Nachfolger                             |
| ------------------------- | ---------------------- | -------------------------------------- |
| Yáhuar Huácac Yawar Waqaq | Inka von Cuzco um 1410 | Pachacútec Yupanqui Pachakutiq Yupanki |

| Personendaten    | Personendaten                                            |
| ---------------- | -------------------------------------------------------- |
| NAME             | Huiracocha Inca                                          |
| ALTERNATIVNAMEN  | Wiraqucha Inka; Viracocha Inca; Hatun Túpac; Hatun Tupaq |
| KURZBESCHREIBUNG | achter Inka-Herrscher                                    |
| GEBURTSDATUM     | 14. Jahrhundert                                          |
| STERBEDATUM      | 15. Jahrhundert                                          |